# USS Dewey (DDG-105)
USS Dewey (DDG-105) — 55-й эскадренный миноносец из серии запланированных к 13 сентября 2002 г. 62 эсминцев УРО типа «Арли Бёрк», строительство которых было одобрено Конгрессом США.

## История строительства
Киль эсминца был заложен 4 октября 2006 г. на судоверфи Ingalls Shipbuilding. Эсминец был спущен на воду 26 января 2008 г. На 27 апреля 2009 года велись морские испытания эсминца. 6 марта 2010 года «Дьюи» вступил в состав ВМС США. Местом базирования корабля планируется сделать военно-морскую базу Сан-Диего.

## Боевая служба
30 июля 2012 года в Сан-Диего с вертолетной палубы корабля осуществлялись испытания системы LaWS (Laser Weapon System), разработанной исследовательским центром англ. Naval Surface Warfare Center Dahlgren Division Командования морских систем ВМС (англ. Naval Sea Systems Command). Системой был успешно сбит беспилотный летательный аппарат.